# Fosfatidilcolina

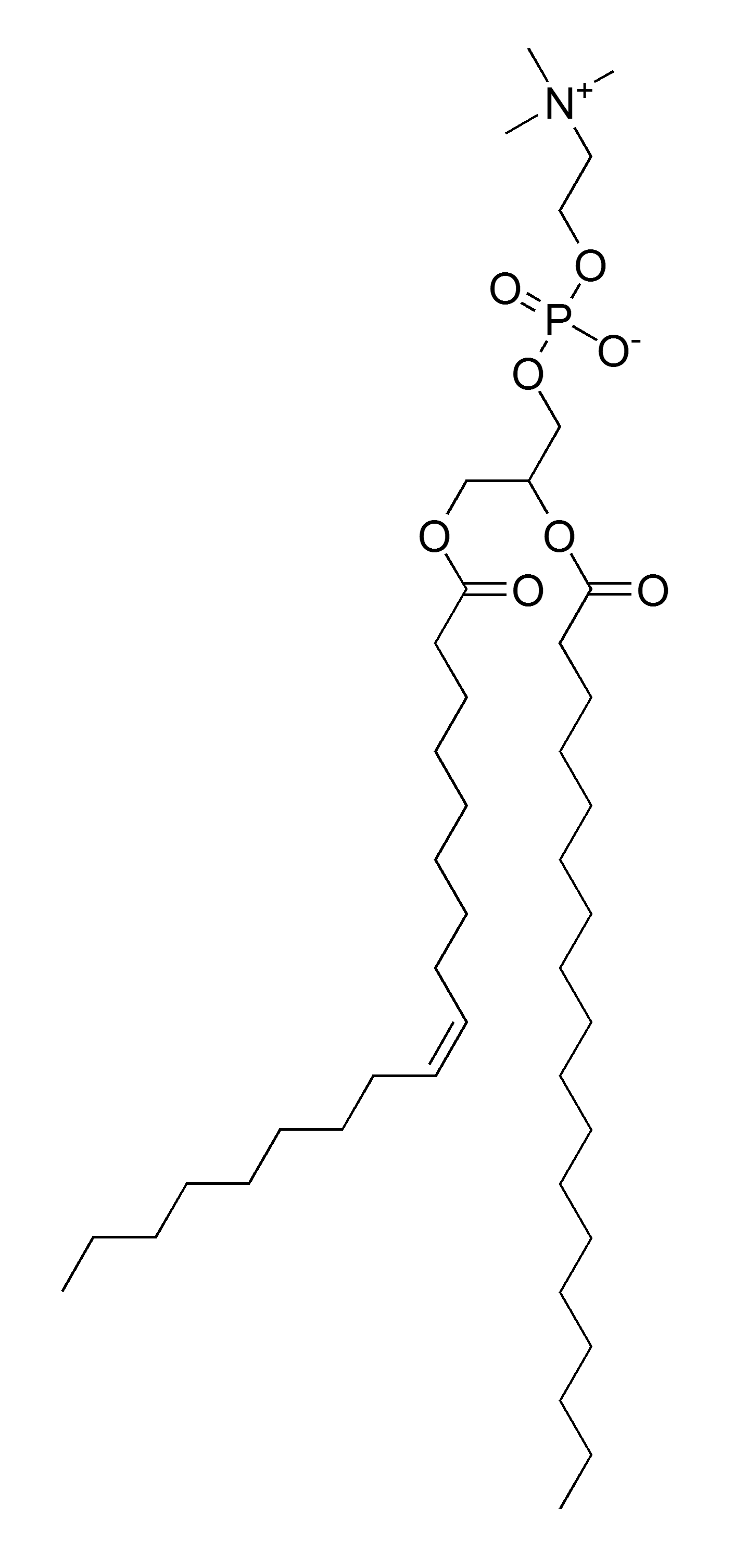
Una molecola di fosfatidilcolina con residui di acido oleico ed acido stearico

La fosfatidilcolina (a volte abbreviata come PC, dall'inglese phosphatidylcholine) è un tipo di fosfolipide la cui testa polare è costituita da un gruppo fosfato e da una colina. 
È una molecola anfipatica, ottenuta dalla trimetilazione di una molecola di fosfatidiletanolammina oppure dalla sintesi ex novo a partire da un digliceride e dalla CDP-colina.
È stata scoperta nel 1850 da Maurice Gobley, che la estrasse dal tuorlo dell'uovo. La molecola è isolabile anche dai semi di soia attraverso un'estrazione meccanica o chimica utilizzando esano.
Si tratta di uno dei più importanti componenti delle membrane biologiche. In particolare, si tratta del fosfolipide più abbondante sul foglietto esterno della membrana plasmatica.
La fosfatidilcolina è anche il principale componente della lecitina (dal greco lekithos - λεκιθος, tuorlo d'uovo), il cui estratto consiste appunto in una mistura di fosfatidilcolina, acido fosforico, colina, acidi grassi, glicerolo, glicolipidi, trigliceridi ed altri fosfolipidi. Spesso, lecitina e fosfatidilcolina sono utilizzati come sinonimi.
È particolarmente presente nella soia, dalla quale può essere estratta per essere usata nell'industria alimentare come agente emulsionante (sotto il nome di E322). Si trova anche in altri alimenti, tra i quali: uova, caviale e in quantità inferiore in cavolfiori, lenticchie, piselli, riso, fegato di vitello, latte.
La lecitinasi è un gruppo di enzimi esterasici in grado di idrolizzare la lecitina. Il colesterolo presente nelle lipoproteine plasmatiche (HDL) viene in parte esterificato con l'acido grasso legato al carbonio 2 della fosfatidilcolina.